# Weigenheim
Weigenheim – miejscowość i gmina w Niemczech, w kraju związkowym Bawaria, w rejencji Środkowa Frankonia, w regionie Westmittelfranken, w powiecie Neustadt an der Aisch-Bad Windsheim, wchodzi w skład wspólnoty administracyjnej Uffenheim. Leży około 25 km na zachód od Neustadt an der Aisch.

## Dzielnice
W skład gminy wchodzą następujące dzielnice: 
- Weigenheim (Weichni)
- Geckenheim (Geckni)
- Hasenmühle
- Lanzenmühle
- Reusch
- Schloss Frankenberg
- Zellesmühle